# جو وحشی (فیلم)
جو وحشی (به انگلیسی: Wild Oats) فیلمی محصول سال ۲۰۱۶ و به کارگردانی اندی تننت است. در این فیلم بازیگرانی همچون شرلی مک‌لین، جسیکا لنگ، دمی مور، بیلی کانلی، سانتیاگو سگورا، هاورد هسمن، مت والش، ربکا دا کوستا و استفانی بیچام ایفای نقش کرده‌اند.